# Lučko

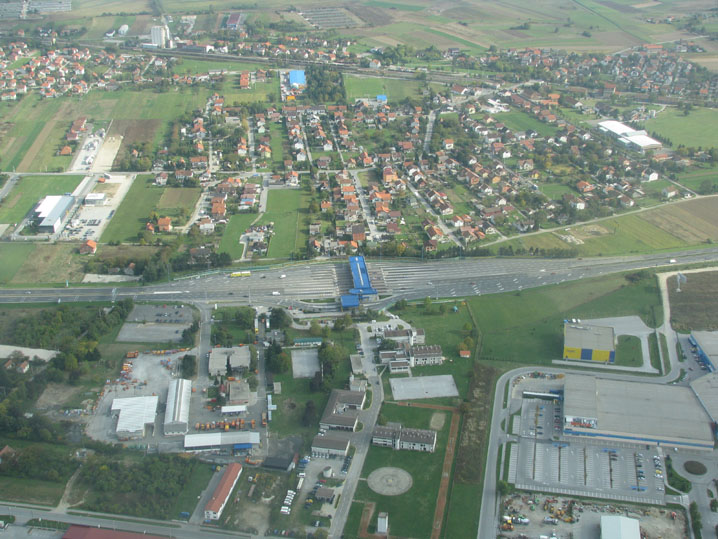
Mýtná brána Zagreb-Lučko, lze vidět vesnici Hrvatski Leskovac

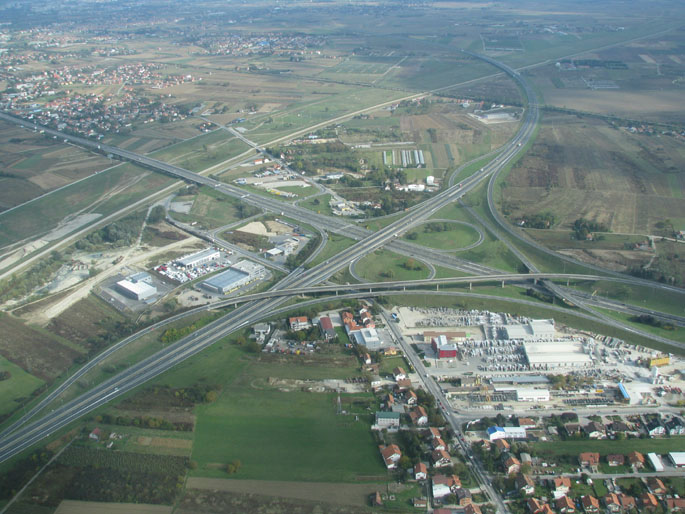
Dálniční křižovatka Zagreb-Lučko

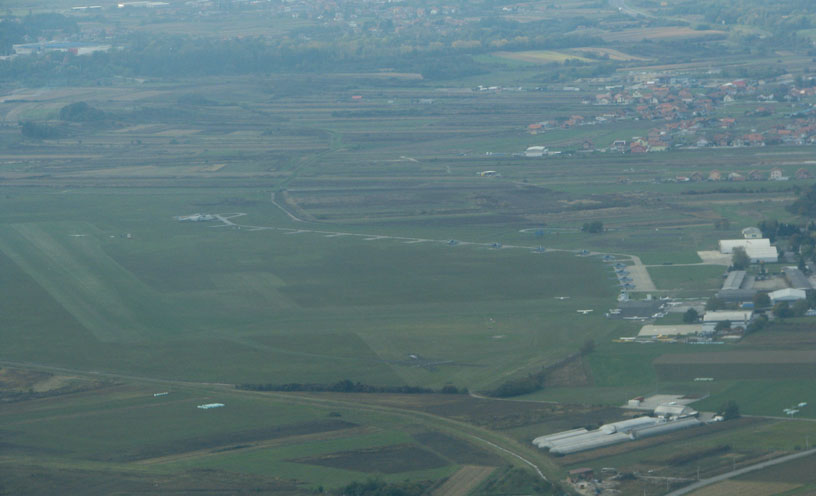
Letiště Lučko

Lučko je hustě osídlené sídlo v Chorvatsku, nacházející se asi 13 km jihozápadně od centra Záhřebu (v Novém Záhřebu). Je jedním z odlehlých předměstí Záhřebu, ale zároveň i samostatnou vesnicí. V roce 2011 zde žilo celkem 3 010 obyvatel.
Lučko je známé především díky mimoúrovňové křižovatce Zagreb-Lučko mezi dálnicemi A1 a A3. Nachází se zde též letiště Lučko. Podle Lučka je též pojmenována odpočívka na dálnici A3.
Sousedními vesnicemi jsou Donji Stupnik, Gornji Stupnik, Hrvatski Leskovac a Ježdovec.